# Гросер-Фельдберг
Гросер-Фельдберг (нім. Großer Feldberg) — найвища гора гірського хребта Таунус, висотою близько 880 метрів. Вона розташована в районі Верхній Таунус землі Гессен.
На вершині гори встановлено передавач Фельдберг-Таунус для радіо і телемовлення. Гора має популярність серед туристів влітку для велоспорту, а взимку для лижників. Два невеликих бугельні підйомники розташовані на північному і західному схилі гори. Є один більший підйомник, який тягнеться майже до вершини гори.